# La Côte-en-Couzan
La Côte-en-Couzan é uma comuna francesa na região administrativa de Auvérnia-Ródano-Alpes, no departamento de Loire. Estende-se por uma área de 9,11 km². Em 2010 a comuna tinha 68 habitantes (densidade: 7,5 hab./km²).